# Salir de Matos
Salir de Matos, auch Salir dos Matos genannt, ist eine portugiesische Gemeinde (Freguesia) im Kreis Caldas da Rainha und im Distrikt Leiria, in der historischen Provinz Estremadura gelegen. Sie hat eine Fläche von 24,6 km² und 2583 Einwohner (Stand 19. April 2021). Zu der Gemeinde gehören 25 Ortschaften und Weiler. Der Hauptort Salir de Matos liegt 5 km nordöstlich von Caldas da Rainha und 27 km südwestlich von Alcobaça sowie 13 km vom São Martinho do Porto am Atlantik entfernt. Die Bevölkerung, soweit sie nicht in der örtlichen Versorgung dienenden Gewerbe arbeitet, lebt noch im Wesentlichen von der Landwirtschaft, dort vor allem vom Obst- und Gemüseanbau sowie vom Weinbau. Wegen der nahen Lage zur sich touristisch stark entwickelnden Region zwischen Óbidos und São Martinho do Porto erlangt auch Salir de Matos zunehmende Bedeutung als überörtliches Siedlungsgebiet. Die Region selbst leidet sehr stark unter dem Rückgang der Landwirtschaft, überall sieht man die Terrassen, die sich an den Hängen der bis zu 300 Metern hohen Berge hochziehen und einst die Kulturlandschaft prägten, verfallen. Noch in der Mitte des letzten Jahrhunderts wanderten viele Bewohner der Region nach Frankreich und in die USA aus.

## Römische Vergangenheit
Dabei kann Salir de Matos auf eine nicht unbedeutende historische Vergangenheit blicken. So fand man dort Spuren römischer Besiedlung in Form eines Grabsteins mit Angaben zur Bestattung einer 35-jährigen Frau gebürtig aus Collipo, wie eine bei Leiria gelegene römische Stadt hieß. Nur 8 km von Salir de Matos entfernt lag an der damals bis dort reichenden Lagune von Alfeizerão eine andere Römerstadt, vermutlich Araducta, bis vor einigen Jahren hatte man dort noch die Stadt Eburobritium vermutet, die dann aber in der Nähe der 20 km entfernt liegenden Stadt Óbidos nachgewiesen wurde. Die Mauren benannten nach der Besetzung der Iberischen Halbinsel von 711 diese Stadt in Alfeizerão um. Die Stadt blieb bis zu dem Trockenfallen der Lagune im 18. Jahrhundert ein bedeutender Hafen und ein Zentrum für den Schiffbau. Von der Lagune selbst war Salir de Matos nur 3 km entfernt.

## Herrschaft der Abtei von Alcobaça
Nach der Befreiung Portugals von der Herrschaft der Mauren wurde Salir de Matos zu einer der 13 Städte der Coutos de Alcobaça, die bis 1834 zu dem weltlichen Herrschaftsgebiet der Abtei von Alcobaça gehörten, das 1153 der erste König Portugals, Afonso Henriques (1109–1185), dem Abt des französischen Zisterzienserklosters Clairvaux, Bernhard von Clairvaux geschenkt hatte, ein etwa 500 km² großes zwischen dem Atlantik und dem Gebirge Serra dos Candeeiros gelegenes Gebiet. Zusammen mit den damals angrenzenden Städten Alvorninha und Santa Catarina und der zu São Martinho do Porto gehörenden Ortschaft Salir do Porto bildete sie die Südgrenze der Coutos de Alcobaça. Vermutlich bewilligte der Abt Frei Martinho III. bereits um 1300 ein Siedlungsrecht oder auch schon einen Freibrief, um das überwiegend von Wäldern und wilden Wiesen geprägte Gebiet, was der portugiesische Begriff matos umschreibt, zu rekultivieren. Der Namensbestandteil Salir wird von dem ursprünglichen lateinischen Wort salire (springen) abgeleitet, das im Spanischen wie im Portugiesischen (dort unter Wegfall des "l" sich zu sair ändernd) die Bedeutung Ausgang, Weggang annahm und vermutlich die Grenzlage des Gebiets der Abtei ausdrückte. Eine ähnliche Bedeutung wird auch dem Namen der Ortschaft Salir do Porto beigelegt, die ebenfalls die Grenze des Gebiets der Abtei auf der südlichen Seite des Hafens von São Martinho bildete.

## Stadt der Coutos de Alcobaça

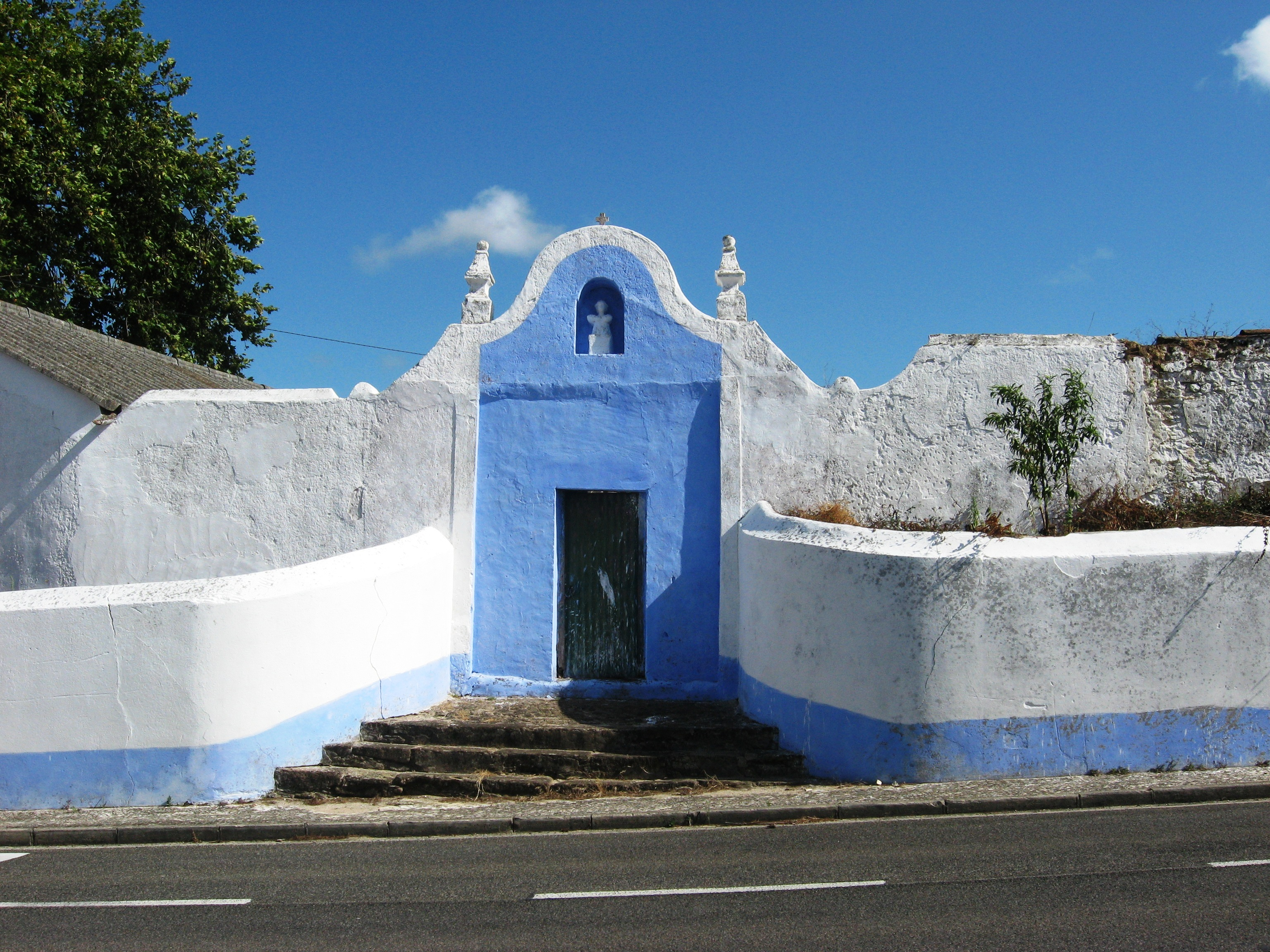
Ruinen de Quinta Formigal

1514 erhielt Salir de Matos im Rahmen der in den Coutos de Alcobaça von König Manuel I. (1469–1521) durchgeführten allgemeinen Stadtreform ein neues Stadtstatut, das der Stadt Selbstverwaltung und eine niedere Gerichtsbarkeit einräumte, wobei sie aber der Abtei weiterhin tributpflichtig blieb, wie auch deren generelle Justizhoheit fortbestand. Damals gehörten zu der Stadt Salir de Matos bereits 20 weitere Siedlungen. Die Jurisdiktion der Abtei wurde durch einen wie in allen Städten der Coutos aufgestellten Schandpfahl (portugiesisch Pelourinho) bekräftigt. Die Stadt beschäftigte einen eigenen Stadtschreiber und zwei Richter. Von diesen städtischen Einrichtungen ist aber nichts mehr in die Gegenwart überkommen. Die dem Heiligen António geweihte Kirche stammt aus dem 18. Jahrhundert, ihre Vorgängerin ist vermutlich dem Erdbeben von 1755 (das als Erdbeben von Lissabon in die Geschichte einging) zum Opfer gefallen, auch andere Kapellen sind verschwunden. Von einem noch vorhandenen Haus wird vermutet, dass es als Unterkunft für die Mönche der Abtei bei ihren Besuchen gedient haben könnte. Nur wenige hundert Meter von der heutigen Ortschaft entfernt finden sich noch die Reste einer alten klösterlichen Quinta, der Quinta do Formigal mit einer alten Kapelle.

## Neuzeit
Salir de Matos verlor 1834 mit der Beendigung der Herrschaft der Abtei infolge der staatlichen Schließung der Klöster in Portugal die Stadtrechte und ging 1836 in den Kreis Caldas da Rainha auf. Mit dem seit dem 17. Jahrhundert sich beschleunigenden Trockenfallen der etwa 4 km breiten und 10 km langen Lagune von Alfeizerão – von der heute nur noch die etwa 1400 × 900 m große Lagune bei São Martinho de Porto übriggeblieben ist- war der gesamten südwestlichen Region der Coutos ihre wirtschaftliche Grundlage entzogen worden, was vermutlich auch Salir de Matos tief gezeichnet hatte.